# Seznam zápasů španělské fotbalové reprezentace na Mistrovství Evropy
Španělská fotbalová reprezentace byla celkem 12x na mistrovstvích Evropy ve fotbale a to v roce 1964, 1980, 1984, 1988, 1996, 2000, 2004, 2008, 2012, 2016, 2021 a 2024.
- Aktualizace po ME 2024 - Počet utkání - 53 - Vítězství - 32x - Remízy - 9x - Prohry - 12x

| Číslo | Soupeř        | Výsledek                      | ME      | Fáze turnaje       | Góly Španělska                                                                                          |
| ----- | ------------- | ----------------------------- | ------- | ------------------ | --- |
| 1.    | Maďarsko      | 2 – 1 (PP)                    | ME 1964 | semifinále         | Jesús María Pereda, Amancio Amaro                                                                       |
| 2.    | Sovětský svaz | 2 – 1                         | ME 1964 | finále             | Jesús María Pereda, Marcelino Martínez                                                                  |
| 3.    | Itálie        | 0 – 0                         | ME 1980 | základní skupina B | Ne |
| 4.    | Belgie        | 1 – 2                         | ME 1980 | základní skupina B | Quini                                                                                                   |
| 5.    | Anglie        | 1 – 2                         | ME 1980 | základní skupina B | Daniel Ruiz (penalta)                                                                                   |
| 6.    | Rumunsko      | 1 – 1                         | ME 1984 | základní skupina B | Francisco José Carrasco (penalta)                                                                       |
| 7.    | Portugalsko   | 1 – 1                         | ME 1984 | základní skupina B | Santillana                                                                                              |
| 8.    | SRN           | 1 – 0                         | ME 1984 | základní skupina B | Antonio Maceda                                                                                          |
| 9.    | Dánsko        | 1 – 1 (PP) (pen.5-4)          | ME 1984 | semifinále         | Antonio Maceda penalty: Santillana, Juan Antonio Señor, Santiago Urquiaga, Víctor Muñoz, Manuel Sarabia |
| 10.   | Francie       | 0 – 2                         | ME 1984 | finále             | Ne |
| 11.   | Dánsko        | 3 – 2                         | ME 1988 | základní skupina A | Míchel, Emilio Butragueño, Rafael Gordillo                                                              |
| 12.   | Itálie        | 0 – 1                         | ME 1988 | základní skupina A | Ne |
| 13.   | SRN           | 0 – 2                         | ME 1988 | základní skupina A | Ne |
| 14.   | Bulharsko     | 1 – 1                         | ME 1996 | základní skupina B | Alfonso Pérez                                                                                           |
| 15.   | Francie       | 1 – 1                         | ME 1996 | základní skupina B | José Luis Pérez Caminero                                                                                |
| 16.   | Rumunsko      | 2 – 1                         | ME 1996 | základní skupina B | Javier Manjarin Pereda, Guillermo Amor Martinez                                                         |
| 17.   | Anglie        | 0 – 0 (PP) (pen.2-4)          | ME 1996 | čtvrtfinále        | penalty: Guillermo Amor Martinez, Alberto Belsue Arias                                                  |
| 18.   | Norsko        | 0 – 1                         | ME 2000 | základní skupina C | Ne |
| 19.   | Slovinsko     | 2 – 1                         | ME 2000 | základní skupina C | Raúl González, Joseba Etxeberria                                                                        |
| 20.   | Jugoslávie    | 4 – 3                         | ME 2000 | základní skupina C | 2x Alfonso Pérez, Pedro Munitis, Gaizka Mendieta (penalta)                                              |
| 21.   | Francie       | 1 – 2                         | ME 2000 | čtvrtfinále        | Gaizka Mendieta (penalta)                                                                               |
| 22.   | Rusko         | 1 – 0                         | ME 2004 | základní skupina A | Juan Carlos Valerón                                                                                     |
| 23.   | Řecko         | 1 – 1                         | ME 2004 | základní skupina A | Fernando Morientes                                                                                      |
| 24.   | Portugalsko   | 0 – 1                         | ME 2004 | základní skupina A | Ne |
| 25.   | Rusko         | 4 – 1                         | ME 2008 | základní skupina D | 3x David Villa, Cesc Fàbregas                                                                           |
| 26.   | Švédsko       | 2 – 1                         | ME 2008 | základní skupina D | Fernando Torres, David Villa                                                                            |
| 27.   | Řecko         | 2 – 1                         | ME 2008 | základní skupina D | Rubén de la Red, Dani Güiza                                                                             |
| 28.   | Itálie        | 0 – 0 (PP) (pen.4-2)          | ME 2008 | čtvrtfinále        | penalty: David Villa, Santi Cazorla, Marcos Senna, Cesc Fàbregas                                        |
| 29.   | Rusko         | 3 – 0                         | ME 2008 | semifinále         | Xavi, Dani Güiza, David Silva                                                                           |
| 30.   | Německo       | 1 – 0                         | ME 2008 | finále             | Fernando Torres                                                                                         |
| 31.   | Itálie        | 1 – 1                         | ME 2012 | základní skupina C | Cesc Fàbregas                                                                                           |
| 32.   | Irsko         | 4 – 0                         | ME 2012 | základní skupina C | 2x Fernando Torres, David Silva, Cesc Fàbregas                                                          |
| 33.   | Chorvatsko    | 1 – 0                         | ME 2012 | základní skupina C | Jesús Navas                                                                                             |
| 34.   | Francie       | 2 – 0                         | ME 2012 | čtvrtfinále        | Xabi Alonso (1 + 1 penalta)                                                                             |
| 35.   | Portugalsko   | 0 – 0 (PP) (pen.4-1)          | ME 2012 | semifinále         | penalty: Andrés Iniesta, Gerard Piqué, Sergio Ramos, Cesc Fàbregas                                      |
| 36.   | Itálie        | 4 – 0                         | ME 2012 | finále             | David Silva, Jordi Alba, Fernando Torres, Juan Manuel Mata                                              |
| 37.   | Česko         | 1 – 0                         | ME 2016 | základní skupina D | Gerard Piqué                                                                                            |
| 38.   | Turecko       | 3 – 0                         | ME 2016 | základní skupina D | Álvaro Morata, Nolito                                                                                   |
| 39.   | Chorvatsko    | 1 – 2                         | ME 2016 | základní skupina D | Álvaro Morata                                                                                           |
| 40.   | Itálie        | 0 – 2                         | ME 2016 | osmifinále         | Ne |
| 41.   | Švédsko       | 0 – 0                         | ME 2021 | základní skupina E | Ne |
| 42.   | Polsko        | 1 – 1                         | ME 2021 | základní skupina E | Álvaro Morata                                                                                           |
| 43.   | Slovensko     | 5 – 0                         | ME 2021 | základní skupina E | Martin Dúbravka (vlastní SVK), Aymeric Laporte, Pablo Sarabia, Ferran Torres, Juraj Kucka (vlastní SVK) |
| 44.   | Chorvatsko    | 5 – 3 PP                      | ME 2021 | osmifinále         | Pablo Sarabia, César Azpilicueta, Ferran Torres, Álvaro Morata, Mikel Oyarzabal                         |
| 45.   | Švýcarsko     | 1 – 1 (PP) na penalty (3 – 1) | ME 2021 | čtvrtfinále        | Denis Zakaria (vlastní branka SUI)                                                                      |
| 46.   | Itálie        | 1 – 2 na penalty (2 – 4)      | ME 2021 | semifinále         | Álvaro Morata                                                                                           |
| 47.   | Chorvatsko    | 3 – 0                         | ME 2024 | základní skupina B | Álvaro Morata, Fabián Ruiz a Dani Carvajal                                                              |
| 48.   | Itálie        | 1 – 0                         | ME 2024 | základní skupina B | Riccardo Calafiori (vlastní branka ITA)                                                                 |
| 49.   | Albánie       | 1 – 0                         | ME 2024 | základní skupina B | Ferran Torres                                                                                           |
| 50.   | Gruzie        | 4 – 1                         | ME 2024 | osmifinále         | Robin Le Normand (vlastní branka ESP) , Rodri, Fabián Ruiz, Nico Williams, Dani Olmo                    |
| 51.   | Německo       | 2 – 1 (PP)                    | ME 2024 | čtvrtfinále        | Dani Olmo, Mikel Merino                                                                                 |
| 52.   | Francie       | 2 – 1                         | ME 2024 | semifinále         | Lamine Yamal, Dani Olmo                                                                                 |
| 53.   | Anglie        | 2 – 1                         | ME 2024 | finále             | Nico Williams, Mikel Oyarzabal                                                                          |